# Service fédéral de protection des États-Unis
Ne doit pas être confondu avec les Forces fédérales de protection (en) (FPF).
Le Service fédéral de protection (anglais : Federal Protective Service ou FPS) est aux États-Unis la police de sécurité (en) en uniforme du département de la Sécurité intérieure des États-Unis. Le FPS est l'agence fédérale responsable de la protection et du respect de la loi dans les installations de l'administration des services généraux (General Service Administration ou GSA) soit plus de 9000 édifices, et leurs occupants.
Le FPS est un organisme chargé de l'application de la loi et emploie environ 900 policiers ayant reçu un entraînement initial dans des centres d'entraînement fédéraux pour le maintien de l'ordre (en). Ils reçoivent aussi du soutien de 13 000 agents de sécurité de sociétés privées entraînés par le FPS. Les membres du FPS peuvent aussi protéger d'autres installations et sont parfois déployés lors d'événements de grande ampleur ou après des catastrophes naturelles.
Le service fédéral de protection faisait auparavant partie de l'United States Immigration and Customs Enforcement, une agence de police douanière et de contrôle des frontières, mais a été transféré en octobre 2009 à la cybersecurity and Infrastructure Security Agency, puis à la direction de la gestion du département de la Sécurité intérieure des États-Unis (en).

## Histoire

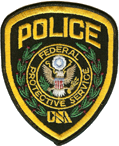
Ancienne pièce à coudre du FPS.

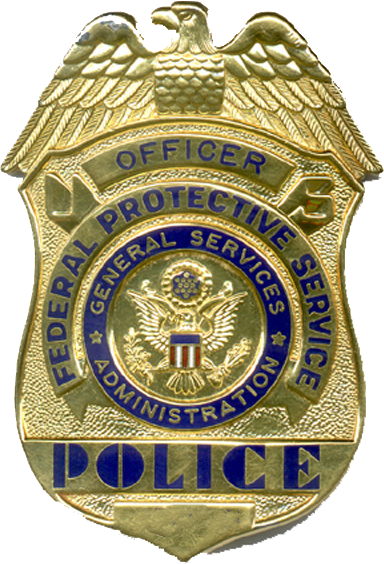
Ancien badge du FPS.

## Galerie

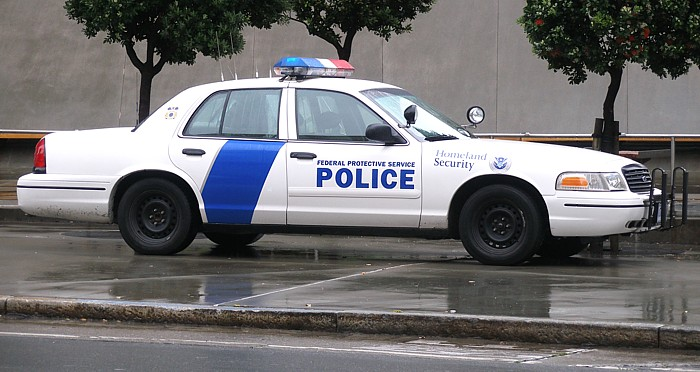
Une Ford Crown Victoria du FPS.
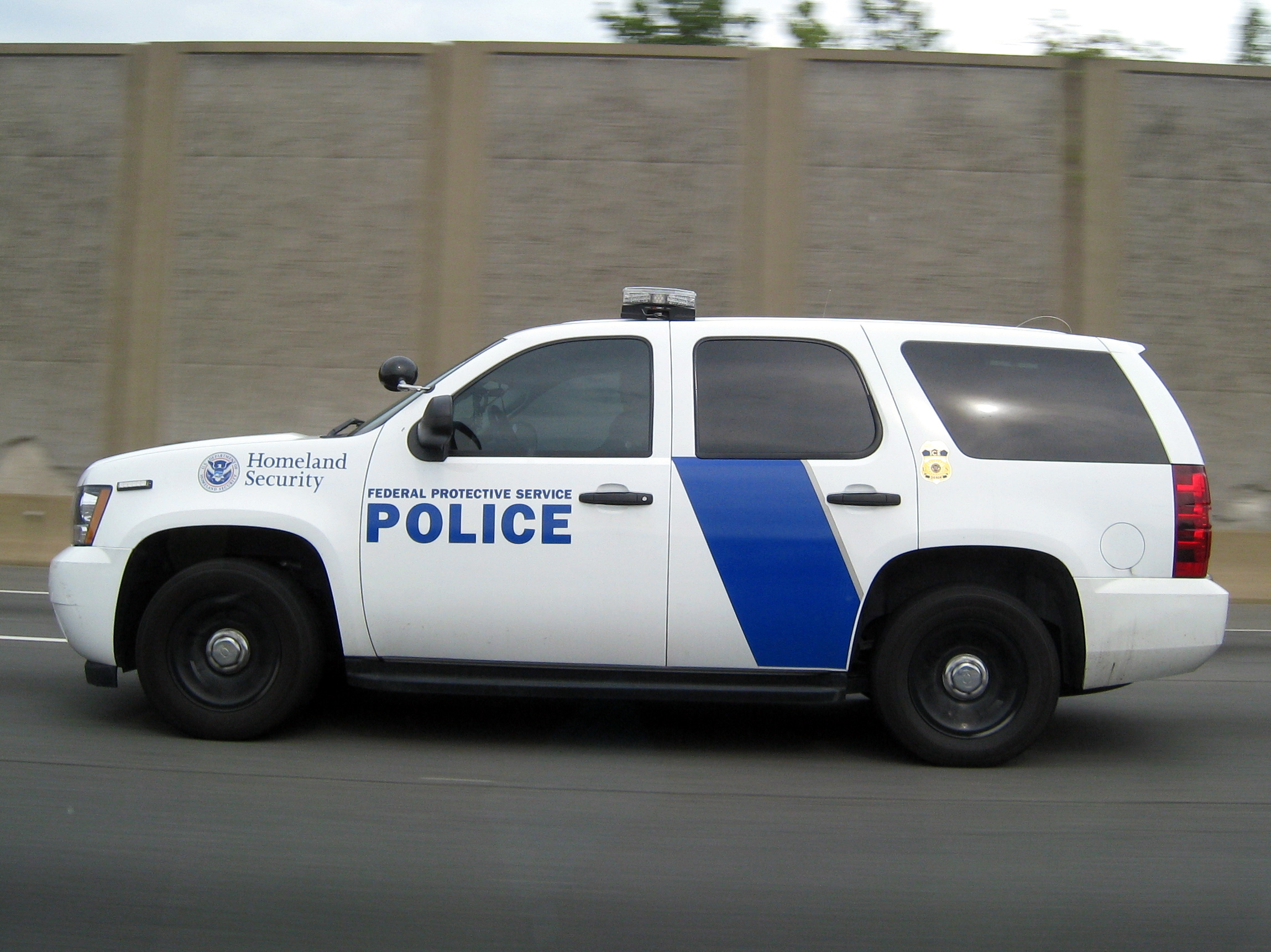
Une Chevrolet Tahoe du FPS en 2010.
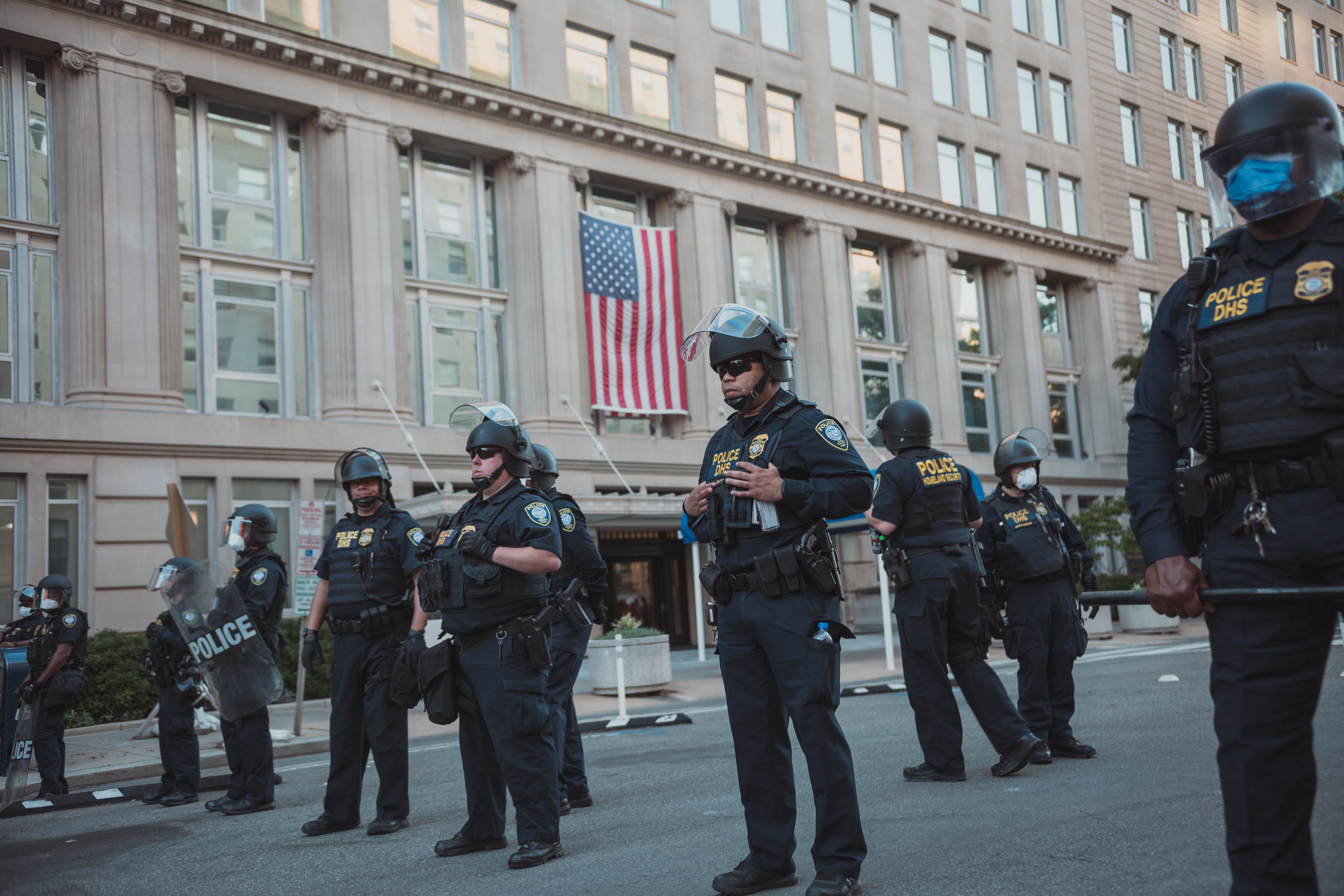
Membres du FPS en combinaison antiémeute en 2020.
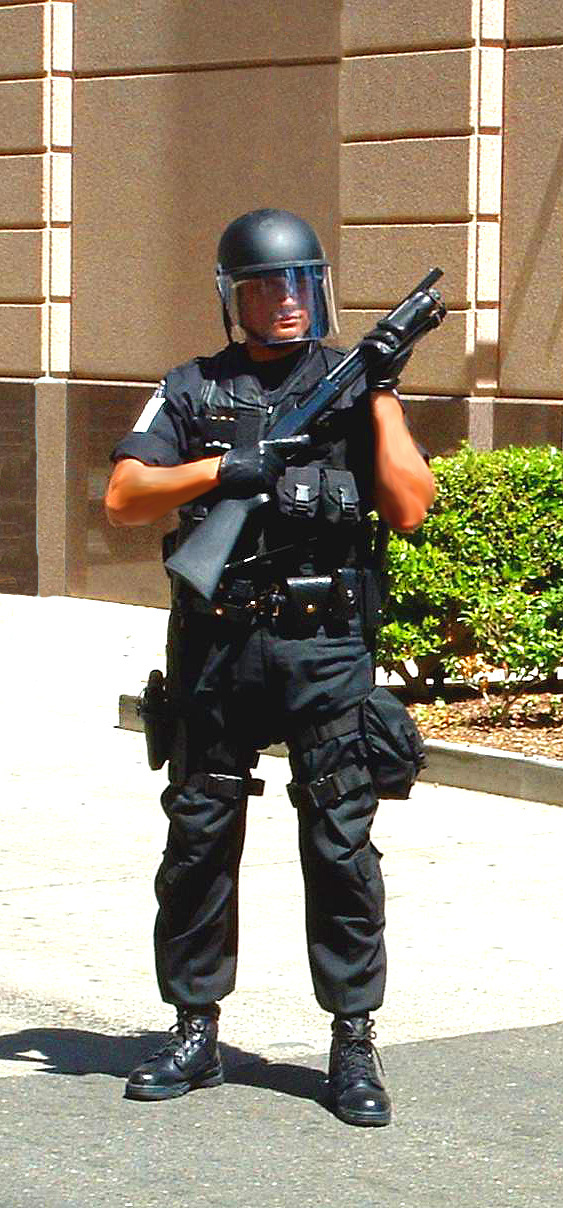
Un membre armé du FPS au début des années 2000 en combinaison tactique complète.